# 다카오카촌 (나가노현 가미미노치군)
다카오카촌(일본어: 高岡村)은 일본 나가노현 가미미노치군에 있던 촌이다. 현재의 이즈나정 남서부에 해당한다.

## 역사
- 1889년 4월 1일 - 정촌제 시행에 의해 7촌의 구역을 확장해 나카사토촌이 성립하였다.
- 1955년 4월 1일 - 나카사토촌과 합병해 무레촌(제2차)이 성립하여, 동일 다카오카촌은 폐지되었다.

## 교통

### 도로
- 국도 제18호선

## 참고문헌
- 角川日本地名大辞典 20 長野県